# بروس كرامب
بروس كرامب (بالإنجليزية: Bruce Crump)‏ هو موسيقي وكاتب أغاني أمريكي، ولد في 17 يوليو 1957 في ممفيس في الولايات المتحدة، وتوفي في 16 مارس 2015 بسبب سرطان.

## وصلات خارجية
- بروس كرامب على موقع ميوزك برينز (الإنجليزية)
- بروس كرامب على موقع ديسكوغز (الإنجليزية)